# Rhodolaena
Rhodolaena é um género botânico pertencente à família Sarcolaenaceae.

## Espécies
O género Rhodolaena inclui as seguintes espécies aceites:
- Rhodolaena acutifolia Baker
- Rhodolaena altivola Thouars
- Rhodolaena bakeriana Baill.
- Rhodolaena coriacea G.E.Schatz & al.
- Rhodolaena humblotii Baill.
- Rhodolaena leroyana G.E.Schatz & al.
- Rhodolaena macrocarpa G.E.Schatz & al.